# Mỏ khí Darvaza

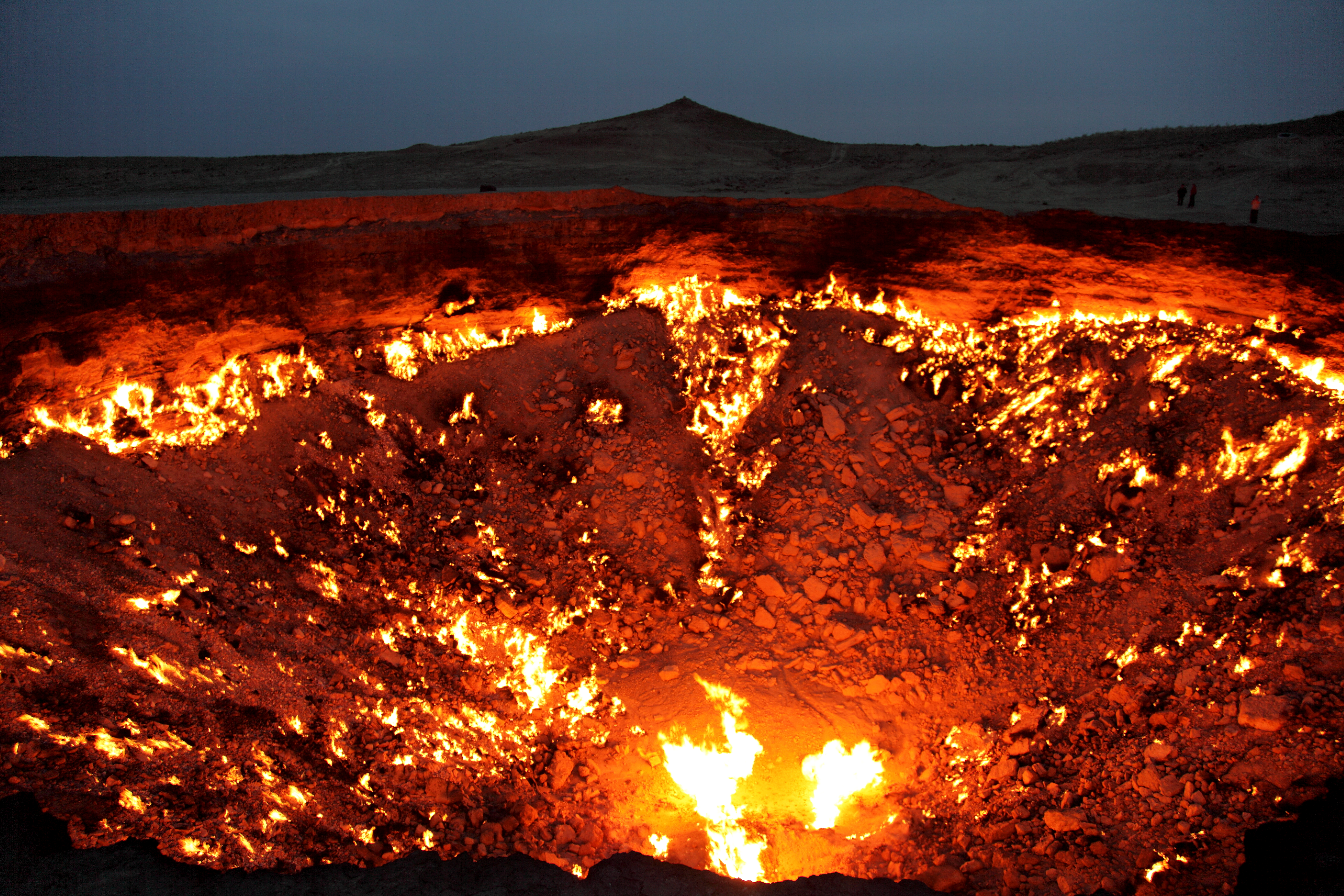
Mỏ khí vào ban đêm, 2010.

Mỏ khí Darvaza hay Cánh cửa đến Địa ngục là một mỏ khí thiên nhiên ở Derweze, tỉnh Ahal, Turkmenistan. Trong khi tiến hành khoan năm 1971 các nhà địa chất Liên Xô đã khoan vào một túi khí. Mặt đất bên dưới dàn khoan bị đổ sụp tạo thành một hố lớn với đường kính 70 mét (230 ft) ở vị trí 40°15′10″B 58°26′22″Đ / 40,25264°B 58,43941°Đ. Để tránh khí rò rỉ gây ngộ độc, người ta đã quyết định cách tốt nhất là đốt nó. Các nhà địa chất hy vọng rằng dùng lửa sẽ đốt cháy toàn bộ khí trong vài tuần, tuy nhiên đám cháy này đến nay vẫn chưa kết thúc. Người dân nơi đây gọi hố này là "Cánh cửa đến địa ngục".

## Địa lý
Mỏ khí này nằm gần làng Derweze. Nó tọa lạc ở giữa sa mạc Karakum, 260 km so với Ashgabat. Đây là một trong những mỏ khí có trữ lượng lớn nhất trên thế giới. Tên gọi "Cửa vào Địa ngục" do người dân đặt, đề cập đến lửa, bùn sôi và ngọn lửa màu da cam trong miệng núi lửa Derweze 70 mét (230 ft). Đám lửa cháy lan trên một diện tích khoảng 60 mét vuông (650 foot vuông) và độ cao 20 mét (66 ft) so với đáy hố.

## Lịch sử
Cổng địa ngục được tìm thấy bởi các nhà khoa học Liên Xô năm 1971. Bàn đầu họ cho rằng đó là một mỏ dầu., do đó họ đã thiết lập một giàn khoan và bắt đầu tiến hành khoan thăm dò đánh giá trữ lượng khí đốt dự trữ trong mỏ. Trong quá trình khoan, mặt đất bên dưới giàn khoan và trại bị sụp xuống tạo thành một miệng hố, may mắn không có thiệt hại về người trong vụ tai nạn này. Tuy nhiên, một lượng lớn khí mêtan đã thoát ra và gây nên các vấn đề lớn về môi trường và cũng như những ảnh hưởng to lớn tới cư dân ở các khu vực xung quanh, thậm chí gây nên một số ca tử vong.
Lo ngại về những vấn đề này, các nhà khoa học đã quyết định sẽ đốt hố để triệt tiêu hoàn toàn lượng khí độc rò rỉ. Về mặt môi trường, việc đốt bỏ là giải pháp tốt nhất khi mà hoàn cảnh không cho phép khai thác sử dụng lượng khí đốt có trong hố, đặc biệt khi khí mêtan thải vào khí quyển sẽ gây nên hiệu ứng nhà kính. Vào thời điểm đó người ta mong muốn lượng khí trữ trong hố sẽ cháy hết trong vài tuần nhưng hàng thập kỷ trôi qua nó vẫn tiếp tục cháy cho tới ngày nay.
Tháng 4 năm 2010, Tổng thống Turkmenistan, Gurbanguly Berdimuhamedow, đã đến thăm địa điểm này và chỉ đạo cần lấp miệng hố hoặc thực hiện các biện pháp xử lý để hạn chế ảnh hưởng của nó đối với sự phát triển của các mỏ khí tự nhiên khác trong khu vực.